# Mi mejor enemigo
Mi mejor enemigo es una película chilena-argentina-española estrenada el 5 de mayo de 2005. Dirigida por Alex Bowen, cuenta con las actuaciones de Nicolás Saavedra, Erto Pantoja y Felipe Braun. Ganó el Pudú de Plata como mejor película chilena en el Festival Internacional de Cine de Valdivia de 2005.
La historia se basa en el Conflicto del Beagle que enfrentó a Chile y Argentina, durante diciembre de 1978. En esta película, se realiza una crítica a un conflicto considerado innecesario entre dos países vecinos y el posterior abandono a los soldados tras el fin del conflicto.

## Reparto
- Erto Pantoja como Sargento Osvaldo Ferrer.
- Nicolás Saavedra como Soldado Rodrigo Rojas.
- Felipe Braun como Teniente Riquelme.
- Miguel Dedovich como Sargento Primero Enrique Ocampo.
- Juan Pablo Miranda como Soldado Guillermo Mancilla.
- Fernanda Urrejola como Gloria.
- Andrés Olea como Soldado José Almonacid.
- Jorge Román como Sargento Carlo Alberti.
- Pablo Valledor como Soldado Jorge Salazar.
- Martín Lavini como Julián Cabello.
- Víctor Montero como Cabo 1 Javier Orozco.
- Emiliano Ramos como Soldado Martínez.
- Diego Quiroz como Soldado Figueroa.
- Ezequiel Abeijón como Soldado Inzua.
- Luciano Morales como Suboficial Soto.

## Sinopsis
Rodrigo Rojas (Nicolás Saavedra) tiene 19 años, vive en Santiago y se encuentra realizando el servicio militar. Es enviado como conscripto a Punta Arenas para enfrentar la inminente guerra por el control de las islas Picton, Nueva y Lennox. Es enviado bajo las órdenes del Sargento Osvaldo Ferrer (Erto Pantoja) a mantener control del límite en las pampas de la Patagonia. En medio de los parajes desolados, su grupo (junto a otros tres conscriptos y un soldado profesional) se pierden y encuentran a un grupo argentino. Ambos grupos están perdidos y no saben a qué lado de la frontera se encuentran, lo que podría desencadenar finalmente la invasión de uno de los países.
En este ambiente hostil, uno de los soldados chilenos se hace un corte al correr con su cuchillo empuñado, se resbala con él y resulta gravemente herido; ante la emergencia, recibe los primeros auxilios de su sargento y tropa les faltan las medicinas para la herida y esta comienza a infectarse, por lo que Rojas debe solicitar ayuda al sargento 1º argentino Enrique Ocampo (Miguel Dedovich) para salvar a su compañero. Esto distiende el ambiente ya que ambos bandos notan que una lucha entre ellos, por el momento, es innecesaria.
Diferentes situaciones de humor acompañan el desarrollo de la película, como el establecimiento transitorio de una frontera entre ambos países o la realización de un partido de fútbol. Sin embargo, el conflicto es inminente y Ocampo es avisado de que el 22 de diciembre en la noche será la invasión argentina, por lo que alerta a Ferrer para que se retire junto a sus hombres, a lo que este se niega.
En esa tensa noche, ambos bandos están dispuestos a iniciar una guerra fratricida. Los chilenos son conscientes de que estarán en desventaja y le solicitan a Ocampo que les entreguen unas cartas a sus familiares en Chile luego de la guerra. Sin embargo, un aviso de radio informa a Ocampo sobre la mediación del papa Juan Pablo II y la orden de retiro de tropas. Ocampo sale de la trinchera y se acerca en son de paz a los chilenos, pero el soldado Orozco (Víctor Montero), el único profesional y que consideraba la amistad con los argentinos como una traición a la patria, decide atacar, e inicia el fuego cruzado. Ocampo es herido entre ambas trincheras, mientras que el conscripto José Almonacid (Andrés Olea), proveniente de Puqueldón (por lo que era conocido por sus amigos como El Chilote), cae muerto en el tiroteo.
Rojas regresa a Santiago dispuesto a concretar su amor por Gloria (Fernanda Urrejola), su vecina. Sin embargo, ésta lo rechaza, al igual que lo hace la sociedad, al olvidar rápidamente la tensa situación y a la gente que arriesgó su vida por defender a su país, tanto en Chile como en Argentina.

## Recepción

### Premios
En la 20.ª gala de los Premios Goya, celebrada en 2005, la película fue nominada a Mejor Película Extranjera de Habla Hispana. Finalmente no ganó; el premio se lo llevó la película argentina Iluminados por el fuego, también de temática bélica, aunque centrada en el marco posterior a la guerra de las Malvinas.

### Acusación de Distorsión histórica
En el documental de TVN "Informe Especial: "Los años que vivimos en peligro, 1975-1978", exconcriptos chilenos que habían estado en la linea de fuego con argentina, testimonian que fueron constantemente torturados, haciéndolos dormir 2 horas durante semanas para "entrenarlos", además que se les enseñaban tácticas de tortura y mutilación hacia los posibles prisioneros de guerra argentinos, para después dejarlos tirados en el campo de batalla para amedrentar a los ejércitos argentinos. En este contexto, Germán Flores, que fue soldado conscripto del Regimiento , declara que la película es una distorsión histórica:
"Instrucción que teníamos nosotros, si es que veíamos ingresar a un argentino era matar, disparar. No había orden de tener de rehén en mucho menos. Por lo tanto yo aprovecho para decir acá que sigo declarándome enemigo de la película "mi mejor enemigo". -¿Por qué?- Porque distorsiona la realidad que vivimos nosotros, distorsiona lo que pasamos, porque igual pasamos frío, pasamos penas, pero a nosotros jamás se no iba a permitir poder compartir jugar a la pelota, las cartas o tomar mate." (Minuto 41)
En contraposición a esto, un historiador, afirma que la película es fidedigna, puesto que "Los entrevistados señalan que, pese a ser un relato de ficción, su argumento, ambientación y proyección presentan total verosimilitud con lo que ellos vivieron". Uno de los entrevistados (anónimo) por este historiador narra:
“‘instructor, instructor’ me dijeron, ‘sentimos unos caballos argentinos’, y fue tan rápido, tan rápido, que fue por sorpresa, no supimos cuando llegaron, y llegaron entonces a conversar con nosotros, y nos dijeron de que... mira, hermano –así nos dijeron los argentinos- íbamos pasando por acá y contra ustedes no tenemos nada... ¿tienen algo de comer? Iban mal vestidos, barbones, y nosotros... máquinas de afeitar había, nosotros afeitaditos... había agua, teníamos agua, un estanque de agua, teníamos nuestro estanque de agua, nosotros igual teníamos profesionalismo, o sea, no porque hubiéramos estado en la frontera íbamos a estar barbones, cochinos, nos afeitábamos cada dos días, en cambio los militares argentinos estaban barbones, pasaban con hambre... pasaban con hambre. O sea, tu si estas con hambre no puedes ir a combatir, entonces nosotros, no es que nos hayamos alegrado, no puedes alegrarte si ves al que 11tiene hambre ¿cómo te vas a alegrar? Pero si pensamos, o sea si nos toca combatir con ellos, al menos tenemos, tenemos puntos a favor ¿te fijai?, o sea nosotros también los mirábamos como poquita cosa, pero nosotros también éramos poca cosa, porque yo te digo, no si nosotros les ganamos en el combate a ellos, Chile va a ganarle a Argentina la guerra, porque había aviones, ejércitos, de todo, nosotros éramos solamente un granito de arena que estaba ahí, pero un granito de arena que sí tenía que aportar”..